# Lee Tergesen
Lee Allen Tergesen (n. 8 iulie 1965) este un actor american. Este cel mai cunoscut pentru rolul lui Tobias Beecher din serialul dramatic HBO Oz și al lui Evan Wright din Generation Kill.

## Filmografie
- Mind Benders (1987) – Crash Hopkins
- Law & Order (1990, 2005) – Attorney Heller / Clemens
- Session Man (1991) – Neal
- The Killing Mind (1991) – Ron Donoho
- Point Break (1991) – Rosie
- Acting Sheriff (1991) – Robbie
- Cast a Deadly Spell (1991) – Larry Willis/Lilly Sirwar
- Wayne's World (1992) – Terry
- Darkness Before Dawn (1993)
- Homicide: Life on the Street (1993–1997) – Officer Chris Thormann
- Wild Palms (1993) – Waiter
- Wayne's World 2 (1993) – Terry
- Philly Heat (1994) – Ivan Loki
- Weird Science (1994–1998) – Chett Donnelly
- JAG (1995) – Gunnery Sergeant Gentry
- The Shot (1996)
- Hudson Street (1996) – Larry Fetchko
- Duckman: Private Dick/Family Man (1996) – Chett Donnelly
- Honey, I Shrunk the Kids: The TV Show (1997) – Carter
- Oz (1997–2003) – Tobias Beecher
- Touched by an Angel (1998) – Blake Chapman
- Inferno (1999) – Luke
- Diamonds (1999) – Border Guard
- Saturday Night Live (1999) – Tobias Beecher
- The Beat (2000) – Steve Dorigan
- Shaft (2000) – Luger
- Wild Iris (2001) – Lud van Eppy
- Shot in the Heart (2001) – Frank Gilmore, Jr.
- Third Watch (2002) – Jared McKinley
- Bark! (2002) – Peter
- Hack (2002) – Carl Ginley
- ER (2002) – Demerol Junkie
- Law & Order: Criminal Intent (2003, 2007) – Josh Lemle / Keith Ramsey
- Queens Supreme (2003) – Tommy Ryan
- The Handler (2003) – Detective
- The 4400 (2004) – Oliver Knox
- The Forgotten (2004) – Al Petalis
- The Exonerated (2005) – Walter Rhodes
- CSI: Crime Scene Investigation (2005) – Martin Hawkins
- EX-treme Dating (2005) – Hack
- Rescue Me (2005) – Sully
- Wanted (2005) –  U.S. Marshal Eddie Drake
- Desperate Housewives (2006) – Peter McMillan
- The Unit (2006) – Alex Deckard
- The Texas Chainsaw Massacre: The Beginning (2006) – Holden
- Masters of Horror episodul We All Scream for Ice Cream (2007) – Layne
- Bury My Heart at Wounded Knee (2007) – Daniel F. Royer
- Cane (2007) – Lamont Samuels
- Life on Mars (2008) – Lee Crocker
- Generation Kill (2008) – Evan Wright
- Cupid (2009) – Clint
- The New Adventures of Old Christine (2009) – Todd Watski
- The Closer (2009) – Detective Nick Carey
- Kings (2009) – Minister of Health
- Royal Pains (2009) – Zack Kingsley
- House M.D. (2009) – Roy
- Criminal Minds (2009) – Dale Shrader
- Law & Order: Special Victims Unit (2010) – Billy Skags
- Army Wives (2010–2011) – Officer Boone
- Helena from the Wedding (2010) – Alex
- Lie to Me (2010) – Gordon Cook
- Castle (2010) – Marcus Gates
- Law & Order: LA (2011) – Patrick Denton
- Red Tails (2012) – Colonel Jack Tomilson
- A Gifted Man (2012) – Paul Curtis
- The Collection (2012) – Lucello
- The River (2012) – Russ Landry
- The Big C (2012) – Kirby, bartender
- Red Widow (2013) – Mike Tomlin
- Copper (2013) – Philomen Keating
- The Americans (2014) – Andrew Larrick

## Legături externe
- Site web oficial
- Lee Tergesen la Internet Movie Database
- Lee Tergesen Fan Site
- Lee Tergesen Info: The Annotated and Illustrated Site